# 魁皇博之

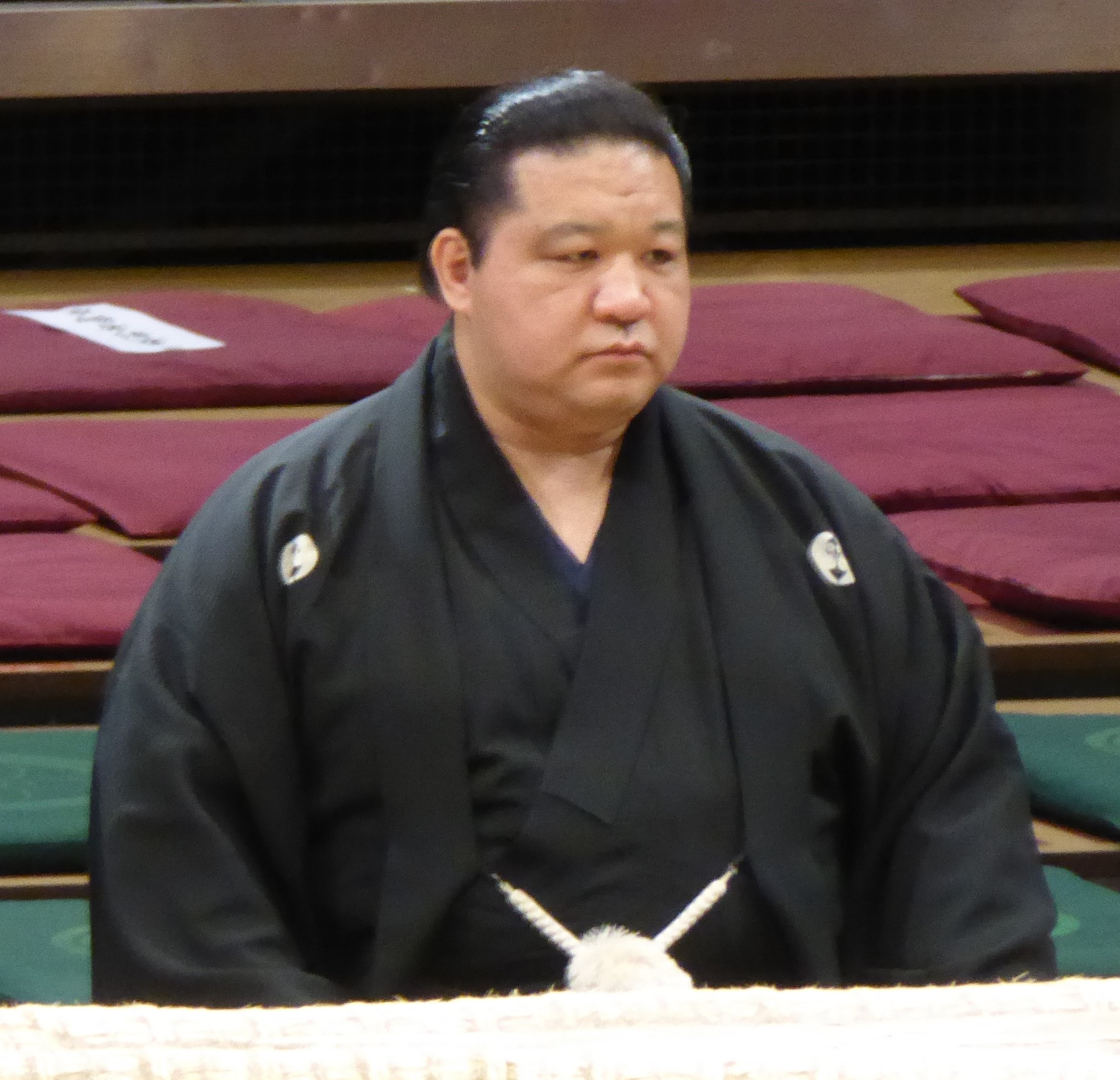
2016年5月

魁皇博之（1972年6月24日—），原名古賀博之，日本福岡縣直方市出身的前大相撲力士第234代大關（在位期間2000年9月-2011年7月）。所屬相撲部屋為友綱部屋。身高185cm、體重175kg、血型A型。
他在1988年開始職業相撲生涯，在1993年5月晉級為幕內級選手。在2000年晉升大關，並且是有史以來在位時間第二長的大關(最長的是在位16年半，江戶時代的雷電為右衛門)。在他的職業生涯中拿過五次優勝，最後一次是2004年。在其他十一場比賽中取得亞軍，也獲得了15個三賞殊榮，是歷史第三高。在2011年1月，他超過了橫綱千代之富士貢成為勝利次數最多的力士（在2017年7月被白鵬翔超越）。之後在同一場比賽中引退，成為友綱部屋的教練，襲名年寄「淺香山」，於2014年成立了淺香山部屋。
福岡縣知事小川洋在2011年8月20日，以魁皇長年的功績在他的故郷直方市贈與他「福岡縣民榮譽賞」。
在2024年1月的比賽中，他在第12天退出了審判職責，並宣佈打算接受鼻竇炎手術。同年3月，他首次當選為日本相撲協會理事，任期至2026年。